# Карнаж
Карнаж (англ. Carnage) — вигаданий персонаж, суперлиходій з коміксів американського видавництва Marvel коміксів видавництва Marvel Comics. Вперше він з'являється в коміксі The Amazing Spider-Man # 360. Карнаж був створений автором Дейвідом Мікелайні та художниками Еріком Ларсеном і Марком Баглі.
Цей персонаж належить до раси позаземних паразитів, відомих як симбіоти. Зазвичай зображується противником Людини-павука, в той же час виступаючи заклятим ворогом Венома. Симбіот мав безліч носіїв. Оригінальний і найвідоміший з Землі-616 — це Клетус Кеседі (англ. Cletus Kasady), серійний вбивця з всесвіту Marvel. Норман Озборн також користувався симбіотом, взявши собі ім'я Червоний Гоблін (англ. Red Goblin).
 У 2009 році Карнаж зайняв 90-е місце в списку найбільших лиходіїв коміксів всіх часів за версією IGN.

## Історія створення
Автор Дейвід Мікелайні створив Карнажа, щоб той виступав більш темною версією Венома, маючи намір вбити людське друге я Венома, Едді Брока, в Amazing Spider-Man # 400, щоб симбіот і далі продовжив зв'язуватися з рядом інших носіїв. Однак, з огляду на зростання популярності Едді Брока і Венома, видавництво не дозволило йому це зробити. Мікелайні вирішив створити нового супер-лиходія: повного психопата, який, на відміну від Венома, не мав ніяких моральних цінностей. Спочатку персонаж був названий «Хаос» (англ. Chaos), потім — «Спустошення» (англ. Ravage), перш ніж було вибрано ім'я «Карнаж» (англ. Carnage; укр. «Різанина»). Людська частина персонажа, Клетус Кеседі, була розроблена художником Еріком Ларсеном. В Ultimate Spider-Man автор Брайан Майкл Бендісом зробив з Карнажа симбіота без носія.
Клетус Кеседі був введений в The Amazing Spider-Man Vol. 1 # 344, а в якості Карнажа з'являється тільки в The Amazing Spider-Man Vol. 1 # 361.

## Вигадана біографія

### Походження
Коли у в'язницю до Едді Брока повернувся його симбіот Веном, щоб возз'єднатися зі своїм носієм і дати йому можливість втекти на свободу, він несвідомо залишив в камері своє потомство; зважаючи на свій інопланетного менталітету симбіот НЕ відчував до свого сина емоційної прихильності, не вважаючи його чимось значущим, і, таким чином, ніколи не давав знати Брокові про існування іншого симбіота через їх телепатичний зв'язок. Потім новий симбіот з'єднався з сусідом по камері Брока по імені Клетус Кеседі, перетворивши його в суперлиходія Карнажа. Зв'язок між Карнаж-симбіотом і Кеседі вийшла сильнішою, ніж зв'язок між Броком і Веном-симбіотом. В результаті Карнаж — це куди більш жорстокий, потужний і смертоносний симбіот, ніж Веном. Він втік з в'язниці і провів серію вбивств, написавши на місці кожного злочину на стінах слово «Карнаж» власною кров'ю. Його виявив Людина-павук, але сам впоратися з силами Карнажа супергерой не зміг. У розпачі Людина-павук уклав перемир'я з Веномом, щоб разом дати бій ворогові. Симбіот Карнажа був переможений і, мабуть, знищений звуковою зброєю. Людина-павук і Веном не знали, що більш глибокий зв'язок симбіота з його господарем допомогла йому врятуватися від смерті. Увійшовши в тіло Кеседі через маленький розріз, він змішався з його кров'ю (що і визначило його червоне забарвлення).

### Зв'язок з Джоном Джеймсоном
Попри зв'язок з кровоносною системою Кеседі, симбіот знайшов спосіб покинути свого носія і, подорожуючи по водопровідних трубах установи, вселитися у начальника служби безпеки «Рейвенкрофта» Джона Джеймсона-молодшого, щоб використати його для здійснення подальших вбивств.

### Павук-Карнаж
Одного разу Карнаж передався Людині-павуку — Бену Райллі на той момент, коли Бен зв'язався з ним, щоб перешкодити йому шкодити ні в чому не винним людям, тим самим утворюючи Павука-Карнажа. Сила волі Бена стримувала бажання симбіота вбивати достатньо, щоб повернутися в «Рейвенкрофт». Райллі згодом зробив спробу знищити симбіота, самому піддавшись потенційно смертельного сплеску мікрохвиль, але той повернувся назад до Кеседі після того, як мікрохвилі змусили його відокремитися від Бена.

### Maximum Carnage
Після програшу Людині-павуку Клетус Кеседі виявляється в психлікарні «Рейвенкрофт». З'ясовується, що
інтегрується в його кров Карнаж змінив його фізіологію і метаболізм. З цієї причини Кеседі міг створити копію свого симбіота, викликавши у себе кровотечу. Пошкодивши зап'ястя наручниками, Клетус — вже Карнаж — тікає з місць ув'язнення разом 
супер лиходійкою з інтегрується по імені Вереск, у них зав'язуються романтичні відносини. Пізніше вони зустрічають Доппельгенгера, клона Людини-павука, створеного під час Війни Нескінченності. В їх «сім'ї» він стає домашньою твариною. Карнаж і Вереск вирішують влаштувати різанину в місті, пізніше до них приєдналися Падаль і Демогоблин, які виступали в якості їх синів. Перемогти «сімейку» вдалося тільки об'єднаними зусиллями Людини-павука, Венома з такими супергероями, як Найтуоч, Капітан Америка, Морбиус, Залізний кулак, Вогняна зірка, Чорна кішка, Детлок і Плащ і Кинджал.

### Прорив
Карнаж разом з іншими суперлиходіями намагається втекти з в'язниці для супер-лиходіїв «Рафт». Прибулий туди супергерой Часовий розірвав Карнажа навпіл, полетівши з ним в космос.

### Сімейна ворожнеча
Через деякий час Майкл Холл, конкурент Тоні Старка, створює протези та екзо-костюми, використовуючи властивості симбіота вижив, впавши у сплячку. Одна з його підлеглих, доктор Таніс Ньєвес, що втратила праву руку, використовує один з цих протезів, але несподівано симбіот повертається і змушує її вбити кількох людей. Після цього Карнаж насильно об'єднується з нею і використовує для того, щоб звільнити з тюремного ув'язнення Клетуса Кеседі, який, як з'ясовується, вижив після нападу Вартового, але втратив при цьому обидві ноги. Кеседі приймає симбіота і використовує протези, знову повертаючись як Карнаж. Він хоче жорстоко помститися за свою поразку і полон, в той час як Людина-павук і Залізна людина намагається його зупинити. Тут же з'ясовується, що симбіот виношував нащадка, який народжується і переселяється на доктора Ньєвес, утворюючи нового супергероя — Скорна (англ. Scorn). Скорн перемагає Крик і змушує її використовувати свій звуковий крик для того, щоб послабити Карнажа. Супергероям вдається його перемогти, але він тікає з Доппельгангером, обіцяючи нове криваве повернення.

### Карнаж, США
Карнаж відправляється в Довертон, штат Колорадо, заражаючи більшу частину населення міста копіями свого симбіота. Капітан Америка, Людина-павук, Росомаха, Соколине око і Істота відправляються туди, намагаючись зупинити суперзлодія, але всі, крім Павука, були захоплені копіями симбіота. Втративши зв'язок з командою, «Щ.И.Т.» посилає команду спецпризначенців, посилену симбіотами, — це Агонія, Фейдж, Райот і Лешер, до яких приєднується Скорн. Вони піддаються атаці безлічі жителів, захоплених копіями Карнажа. Капітану Америці на деякий час вдається придушити вплив симбіота, і він викликає не інакше як Венома. Флеш Томпсон в якості Агента Венома відправляється в Колорадо з метою вбити Карнажа. Прибувши в місто, він перемагає Карнажа. Веном бажає його вбити, засунувши в рот Клетусу пістолет, але Людина-павук його зупиняє. В цей час Скорн використовує винайдений нею пристрій, який призначений для усунення симбіотів з носіїв, на яких борються Веном і Карнаж. Після цього супергерої перемагають симбіотів. Серія закінчується тим, що Веном знаходить Флеша Томпсона і знову з'єднується з ним, Скорн захоплює Карнажа-симбіота, а Клетуса Кеседі заарештовують.

### Superior Carnage
Після того, як Кеседі зробили лоботомію, і взяти його під контроль через надмірно пошкоджений розум було неможливо, Чародій вилучає у Клетуса його симбіота. Він передає Карнажа докторові Карлу Малусу, щоб зробити з нього свою версію Венома. Взявши нового Карнажа під контроль і видавши йому зброю, Чародій нарікає його «Чудовим Карнажем» (англ. Superior Carnage).
Тріо Чародія, Кло та Карнажа починає штурм мерії, вбиваючи по дорозі кілька людей, і вривається в зал, щоб покінчити з мером Джей Джона Джеймсоном. Однак замість нього там сидів, чекаючи на лиходіїв Чудовий Людина-павук. Розгорається битва. Під час битви Чарівник втратив над Карнажем контроль і дуже сильно постраждав, будучи скинутим з великої висоти Людиною-павуком, шокованим від виявлення того, що Чарівник прочитав його розум і знає про Отто Октавиусе. Карнаж, тепер звільнений і повністю контролює тіло Малуса, впадає в божевілля і починає вбивати кожного, кому не пощастило опинитися з ним поруч. Кло намагається його зупинити, але зважаючи на те, що в бійці його зброю було пошкоджено, він зазнає невдачі і розуміє, що єдиний спосіб перемогти — щоб Чарівник повернув над Карнажем контроль. Карнаж і Кло відступають. Карнаж вступає в бій з Чудовою Людиною-павуком і визнає, що, хоч йому й подобалася користуватися зброєю, все ж тіла куди приємніше розривати і розрізати. Кло намагається змусити Чародія знову взяти Карнажа під контроль. Використовуючи знайдений в укритті Чародія вібранієвий клинок, Карнидж протикає звукове тіло Кло, що провокує потужний вибух, який відокремлює симбіота від Малуса. Симбіот вирішує зайняти тіло пораненого Чародія.
Карнаж-Чарівник б'ється з Людиною-павуком, поки його поплічники доставляють на полі битви несвідоме тіло Клетуса Кеседі. Коли Карнажу надають тіло Кеседі, він перекидається на нього і першим же ділом поглинає доктора Малуса, а потім збирається покінчити з Чарівником. Тим не менш, ефемерний дух Кло концентрує свої здібності по маніпуляції звуком востаннє на долю секунди, щоб створити потужний звуковий вибух, що виводить Карнажа з ладу, що дозволяє знову захопити симбіота (окремо від Клетуса). В епілозі показано, що симбіоту вдалося відновити пошкодженні мізки Чародія та Кеседі, що супроводжується сценою, де Клетус пише слово «Карнаж РУЛИТЬ» на стіні своєї камери.
Шматочок симбіота (який помер у неволі) тікає з ізоляції й відправляється на пошуки Кеседі, який прикутий до ліжка через те, що його заколов інший в'язень. Психолог Клетуса, очікуючи, що симбіот в пошуках свого носія прийде у в'язницю, душить вбивцю в лазареті, бажаючи отримати симбіота. Коли симбіот увірвався на об'єкт, лікар пропонує цій істоті себе, але той рішуче відхиляє його пропозицію і повертається до Кеседі, воскресивши його. Карнаж душить лікаря, а потім вирізає всю тюрму і тікає звідти.

## Сили і здібності
Інопланетний симбіот забезпечує Клетусу Кеседі підвищену фізичну силу і можливість змінювати форму свого тіла, наприклад, формуючи з рук смертельні ріжучі предмети, і навіть від'єднувати їх з величезною швидкістю, використовуючи як метальну зброю. Симбіот може кидати у ворогів шматки тіла у формі зброї: кинджалів, ножів, сокир і так далі, хоча вони розпадаються протягом десяти секунд після відриву від тіла Карнажа. Як і Людина-павук, Карнаж може триматися за будь-яку поверхню. Він може швидко повзати і рухатися навіть по гладких поверхнях. Він в змозі регенерувати пошкоджені частини тіла набагато швидше, ніж звичайна людина. Також Клетус Кеседі має імунітет до всіх хвороб і інфекцій, поки знаходиться в симбіоті. Карнаж менш вразливий до голосного звуку, ніж Веном, але більш чутливий до високої температури. Карнаж може перевтілюватися так само, як і Веном, маскуючись під навколишнє середовище або ж перетворюючись у одяг, хоч в людському вигляді Карнаж перебуває вкрай рідко. А ще Карнажу передалася інформація від Венома, тому він знає справжнє ім'я Людини-павука. Одна із незабаром розкрилися суперздібностей Карнажа — вампіризм, що дозволяє йому заподіяти шкоду одним дотиком. Також він має суперздатність «бачити» будь-якою частиною свого тіла і передавати собі отриману інформацію, від іншої людини. Незважаючи на те, що для виживання симбіоту потрібно людське тіло господаря, в деяких випадках симбіот Карнаж показував, що і сам володіє деякими суперздатностями. Карнажу не потребує фізичного контакту, щоб впливати на розум, оскільки він володіє телепатичними суперздатностями. Крім того, симбіот може зливатися з оточенням, використовуючи ефект на зразок оптичного камуфляжу. Карнаж володіє імунітетом до Караючого Погляду Примарного вершника, оскільки для впливу цієї суперздатності у жертви повинно бути два ока, а симбіот є ще однією парою очей і перешкодою до використання даної суперздібності. Коли у носія симбіота стріляють, заподіюють носію біль, лють переповнює симбіота і він збільшується у власних розмірах. Відбувається це наступним чином: злість і адреналін, що виробляються в організмі носія штовхають симбіота на вироблення додаткових генів. Не кожен носій здатний таким чином взаємодіяти з симбіотом.

## Характер
Карнаж виправдовує свої вчинки абсурдистською філософією і цинізмом, заснованим на ідеї того, що всесвіт є надзвичайно хаотичний, а громадський порядок — збочення. Він вважає, що навіть середньостатистичний чоловік може бути схожим на нього, якщо йому вистачить сміливості. Усі люди є в своїй основі злими; більшість не допускає цього прояву. Його остаточна мета — суспільство, засноване на гедонізмі й нігілізмі, без законів і моралі, і люди, мають волю робити все, що вони хочуть. Карнідж не проявляє інтересу до таким бажанням суперлиходіїв, як багатство і світове панування. Він вбиває людей головним чином для власного задоволення, хоча при тому він бачить у цьому форму мистецтва. Кеседі пишається, що його дії отримують оцінку ЗМІ, кажучи: «Я не надихаюся ЗМІ… Я вдохновляю ЗМІ».
У відповідь на прохання Демогобліна, що йому потрібен план дій, Карнідж одного разу висловився наступним чином: «Немає у нас ніякого плану! У житті немає сенсу! Хаос! У всесвіті немає центру, а його творець — паршивий слюнтяй!».

## «Потомство»
У симбіота Карнажа є два нащадка: симбиоти Токсин і Скорн, обидва — супергерої, чим і відрізняються від свого «батька».
Носієм Токсину був Патрік Малліган, а пізніше Едді Брок, також відомий як колишній носій Венома. Носієм Скорн є доктор Таніс Ньевес, яка раніше була психіатром Вереск. Скорн може взаємодіяти з технікою.

## Інші версії

### Ultimate Spider-Man
Ultimate Marvel — версія Карнажа — це самовідновлюваний вампіричний організм. Дана версія створена із зразків ДНК як Людини-павука (Пітера Паркера), так і Ящера (Курта Коннорса), комбінована з зразками з розробки симбіотичного костюма Річарда Паркера. Під час своєї першої появи цей організм був лише згустком інстинктів без розуму або самосвідомості, що має лише одну мету — споживати чуже ДНК, щоб стабілізуватися; однією з його жертв стала Ґвен Стейсі. Поглинувши кількох людей, Карнаж перетворюється в пошкоджену форму Річарда. Карнаж і Пітер б'ються один з одним, і Пітер кидає монстра в полум'я димоходу, вбиваючи звіра. Але до своєї смерті організм розколовся на точну копію форми Ґвен, з усіма знаннями і навіть спогадами про власну смерть, можливо, щоб використовувати її як свого носія. Пізніше він зустрівся з Веномом і був поглинений ним, залишивши клона Ґвен Стейсі окремо. Пізніше з'ясується, що насправді клона Ґвен створили Бен Райллі і Отто Октавиус, скориставшись вкраденим зразком Карнажа та генетичним матеріалом Ґвен Стейсі.
Клетус Кеседі — злодій-домушник (Карнажем не був).

## За межами коміксів

### Мультсеріали
- Карнаж разом з носієм Клетусом Кеседі з'явився в мультсеріалі «Людина-павук» (1994—1998). Карнаж разом зі своїм популярним носієм Клетусом Кеседі з'являється в серіях 3-го і 4-го сезонів: «Повернення Венома» і «Карнаж», у формі робота — «Мара Мері Джейн Уотсон». У сюжетній арці 5-го сезону «Павучі війни» в серії «Я дійсно ненавиджу клонів» та «Щасливої дороги, Людина-павук!» симбіот Карнаж намертво зливається з Пітером Паркером з паралельної реальності, що перетворює його в божевільного Павука-Карнажа. Він намагається знищити всі реальності за допомоги приладу, що відкриває портали в просторі.
- Карнаж разом з носієм Клетусом Кеседі був одним з головних суперлиходіїв у футуристичному мультсеріалі «Непереможна Людина-павук» (1999—2001) і з'являвся в кожній серії. На цей раз він був у союзі з Веномом.
- У мультсеріалі «Неймовірна Людина-павук» (2008—2009) Клетус Кеседі з'явився в камео в 3-й серії 2-го сезону, хоч і не зустрічався з Карнажем.
- Карнаж з'явився у 8-й серії 2-го сезону мультсеріалу «Людина-Павук. Щоденник супергероя» (2012—2017), в якій злився з Пітером Паркером. Пізніше злився з Веномом — це прямий натяк на комікс Ultimate; був знищений командою Людини-павука. В 13-й серії 4-го сезону доктор Майкл Морбіус і Доктор Восьминіг створюють другого симбіота Карнажа, але після того, як Отто із заздрості ввів ДНК у кажана Морбіуса, перетворивши його таким способом в людиноподібного вампіра, той в люті кинув симбіота у Восьминога, в результаті чого Отто сам став Карнажем. Людина-павук і Флеш розділили їх, але Карнаж утворив свою власну форму і сказав, що тепер йому не потрібен носій. Він має звички Карнажа з класики. Коли Людина-павук і Агент Веном підривають його, Карнаж розлітається на шматки і, потрапляючи на людей, заражає їх, тим самим перетворюючи їх на подобу самого себе. У 14-ї серії 4-го сезону Карнаж створює армію симбіотів, заражає Галка, але потім того звільняють. У 15-й серії 4-го сезону він став гігантом, і Мері Джейн Уотсон з вини Майкла Морбіуса мимоволі стає Королевою Карнаж, але її звільняють і знищують симбіота остаточно. У 21-й, 22-й, 23-й, 25-й і 26-й серії 4-го сезону з'ясовується, що симбіот Карнаж залишився всередині організму Мері Джейн Уотсон, і вона завдяки Доктору Курту Коннорсу може контролювати його і використовувати його здібності в цілях добра. Вона бере собі ім'я «Досконала Жінка-павук».

### Кіно
Раніше ходили чутки, що Карнаж з'явиться в сольному фільмі про Венома, на жаль після виходу фільму в кінотеатри слух не був підтверджений. Але не дивлячись на це, у фільмі з'являється його носій Клетус Кеседі у виконанні Вуді Гаррельсона. Він з'являється в першій сцені після титрів, де Едді Брок приходить до нього у в'язницю, щоб задати пару запитань для інтерв'ю, а Клетус говорить, що він скоро вийде з в'язниці і почне різанину, що натякає на його повернення в сіквелі і можливу появу Карнажа.

### Відеоігри
- Ігровий персонаж гри Marvel Super Heroes[en] (1995) для приставки Sony PlayStation.
- Є головним антагоністом гри Spider-Man and Venom: Maximum Carnage (1994) для консолей Sega Mega Drive і SNES і сіквелі Separation Anxiety.
- Карнаж є передостаннім босом в грі Spider-Man (2000). Після поразки Карнаж зливається з Отто Октавіусом і стає фінальним босом гри, від якого потрібно втекти.
- Карнаж — персонаж, а також фінальний бос в японському ексклюзиві для SNES The Amazing Spider-Man: Lethal Foes[en] (1995).
- Карнаж — бос і ігровий герой для гри в жанрі файтинг Marvel vs. Capcom: Clash of Super Heroes (1998), званий Червоним Веномом.
- Карнаж — ігровий герой в Marvel: Ultimate Alliance 2 (2009)[8].
- Карнаж — бос для Венома, ігровий персонаж в одному рівні і частка симбіота, що живе в Пітері, в грі Ultimate Spider-Man (2005).
- Карнаж — ігровий персонаж і один з численних босів у грі Spider-Man Animated Series[en] (1995).
- Карнаж — ігровий персонаж і один з симбіотів в грі Ultimate Spider-Man: Total Mayhem (2010).
- Карнаж — фінальний бос, заміна Венома у грі The Amazing Spider-Man 2[en] (1992) на Game Boy, а також в продовженні The Amazing Spider-Man 3 (1993).
- Карнаж — бос і ігровий персонаж у грі Spider-Man and the X-Men in Arcade’s Revenge[en] (1992).
- Карнаж — ігровий персонаж в PSP-версії Spider-Man: Friend or Foe (2007).
- У грі Spider-Man: Shattered Dimensions (2010) Людина-Павук з всесвіту Ultimate б'ється з відповідним Карниджем. Карнидж отримав суперздатність перетворювати вбитих ним людей в зомбі і створювати Карниджеподобных міньйонів. У грі Карнидж має звички простого тварини з інтелектом Карниджа[9].
- У грі Lego Marvel Super Heroes (2013) з'являється як ігровий персонаж.
- З'являється як останній бос у грі The Amazing Spider-Man 2 (2014). По грі народився набагато раніше Венома.
- З'являється як ігровий персонаж, з підписки в грі Marvel: Future Fight (2015).

### Атракціони
На ніч жахів Хеловіна 2002 року, парк розваг Universal Orlando Resort's включав в себе проклятий лабіринт під назвою «Максимум Різанини» (англ. Maximum Carnage). Лабіринт задуманий як подорож через лігво Карниджа і містить всіх його поплічників, а також рештки різних супергероїв. Лабіринт був розташований на локації «Острова в Облозі», колишньому острові супергероїв з коміксів Marvel. Також Карнидж був обраний як представник цього острова для заходу.

Колін Байя в ролі Карниджа

### Музика
Пісня «Carnage Rules», написана і виконана групою Green Jellÿ, що ввійшла на альбом 333, написана про персонаж Карниджа і була використана в якості музичної теми для відеоігри Maximum Carnage.

### Театр
У бродвейському мюзиклі Spider-Man: Turn Off the Dark Карнидж з'являється як член Зловісної шістки, його грає актор Колін Байя.